# خوان جاسينتو رودريغيز
خوان جاسينتو رودريغيز (بالإسبانية: Juan Jacinto Rodrigues Araújo)‏ هو لاعب كرة قدم ومدرب كرة قدم أوروغواياني []، ولد في 27 نوفمبر 1958 في ميلو، أوروغواي ‏ في الأوروغواي. لعب مع نادي أفاي لكرة القدم.